# Johnny B. Goode
Johnny B. Goode ist ein Rock-’n’-Roll-Stück, das 1955 von Chuck Berry für Johnnie Johnson verfasst und 1958 zum ersten Mal veröffentlicht wurde.

## Geschichte
Der gut zweieinhalb Minuten lange Titel repräsentiert den American Dream. Er erzählt die Geschichte eines armen Jungen vom Lande, der nie in den Genuss einer guten Schulausbildung kam, aber ein sehr talentierter Gitarrenspieler ist und dessen Mutter ihm eine große Karriere vorhersagt. Der Refrain verewigt dabei den Ansporn der Mutter.
Chuck Berry (1926–2017) stammte aus einfachen Verhältnissen und ließ bereits in jungen Jahren seine Fähigkeiten zum Gitarrenspiel erkennen. Er kommentierte den persönlichen Gehalt des Songs in seiner Autobiografie:

„Johnny in dem Lied bin mehr oder weniger ich selbst, obwohl es ein Lied für Johnnie Johnson sein sollte. Ich habe die Voraussagen, die meine Mutter über mich gemacht hatte, verändert und eine Geschichte erfunden, die parallel lief (…) Wie sich herausstellte, stand mein Name eines Tages tatsächlich in Leuchtbuchstaben geschrieben und es ist eine Tatsache, daß dies hauptsächlich Johnny B. Goode zuzuschreiben ist.“

Bevor das Stück aufgenommen wurde, sang Chuck Berry „colored boy“ (farbiger Junge) statt „country boy“ (Junge vom Land). Nach eigener Aussage änderte er den Text dann aber, um die Akzeptanz des Liedes beim weißen Publikum nicht durch eine Thematisierung der Rassenfrage zu gefährden.

## Gitarren-Intro
Johnny B. Goode hat ein berühmtes Gitarren-Intro, das von der Terz zur Oktave aufsteigt, dann abfällt und mit einem Staccato von Grundton und Quinte Spannung aufbaut.
Danach folgen vier Takte auf einem Ton, der Quinte, die er synkopisch verschoben abwechselnd auf der G-Saite von der Quarte hochgezogen und auf der h-Saite gerade anschlägt. Dieser Effekt wurde in den Folgejahren häufig von anderen Gitarristen kopiert.

## Kommerzieller Erfolg

### Chartplatzierungen
| ChartsChartplatzierungen       | Höchstplatzierung | Wochen |
| ------------------------------ | ----------------- | ------ |
| Schweiz (IFPI)                 | 83 (1 Wo.)        | 1      |
| Vereinigte Staaten (Billboard) | 8 (15 Wo.)        | 15     |

### Auszeichnungen für Musikverkäufe
| Land/Region                  | Auszeichnungen für Musikverkäufe (Land/Region, Auszeichnung, Verkäufe) | Verkäufe  |
| ---------------------------- | ---------------------------------------------------------------------- | --------- |
| Italien (FIMI)               | Gold                                                                   | 25.000    |
| Spanien (Promusicae)         | Platin                                                                 | 60.000    |
| Vereinigte Staaten (RIAA)    | Platin                                                                 | 1.000.000 |
| Vereinigtes Königreich (BPI) | Platin                                                                 | 300.000   |
| Insgesamt                    | 1× Gold · 3× Platin ·                                                  | 1.385.000 |

## Sonstiges
- Johnny B. Goode gehört zu einer ausgewählten Sammlung repräsentativer Musikstücke auf dem Datenträger Voyager Golden Record, der den Raumsonden Voyager 1 und Voyager 2 beigelegt wurde, um eine mögliche außerirdische Spezies beim Auffinden der Sonden über die Existenz der Menschheit zu informieren.
- Das Lied spielt auch eine Rolle im Kinofilm Zurück in die Zukunft. Dort reist der Protagonist Marty McFly in das Jahr 1955 und spielt dort auf einer Veranstaltung das Lied Johnny B. Goode. Dabei wird suggeriert, dass Chuck Berry erst durch diesen Auftritt die Idee für sein Lied bekommen hätte, was eine Zeitschleife wäre.
- Peter Tosh stellte auf seinem fünften Soloalbum Mama Africa im Jahre 1983 eine Reggae-Version mit einem leicht geänderten Text vor.
- Das Magazin Rolling Stone wählte den Song 2004 auf Platz 7 der 500 besten Songs aller Zeiten und kürte ihn 2008 zum besten Gitarrensong aller Zeiten.[9]
- Johnny B. Goode ist nicht zu verwechseln mit dem Lied Johnny B. von The Hooters.

## Coverversionen
Das Lied wurde von zahlreichen Musikern/Bands gecovert:
- AC/DC
- Aerosmith
- Bad Religion
- Erste Allgemeine Verunsicherung
- The Beach Boys
- The Beatles
- The Blues Brothers
- Buddy Holly
- Buck Owens
- Elton John
- Elvis Presley
- Equilibrium
- George Thorogood
- Green Day
- Grateful Dead
- Jerry Lee Lewis
- Jimi Hendrix
- John Denver
- Johnny Winter
- Judas Priest
- Julian Lennon
- The Lords
- Mötley Crüe
- Motörhead
- NOFX
- Peter Tosh
- Phish
- Rockets
- Sex Pistols
- Spider Murphy Gang
- Status Quo
- Stray Cats
- The Tornados
- Willy Michl